# Charlotte Klonk

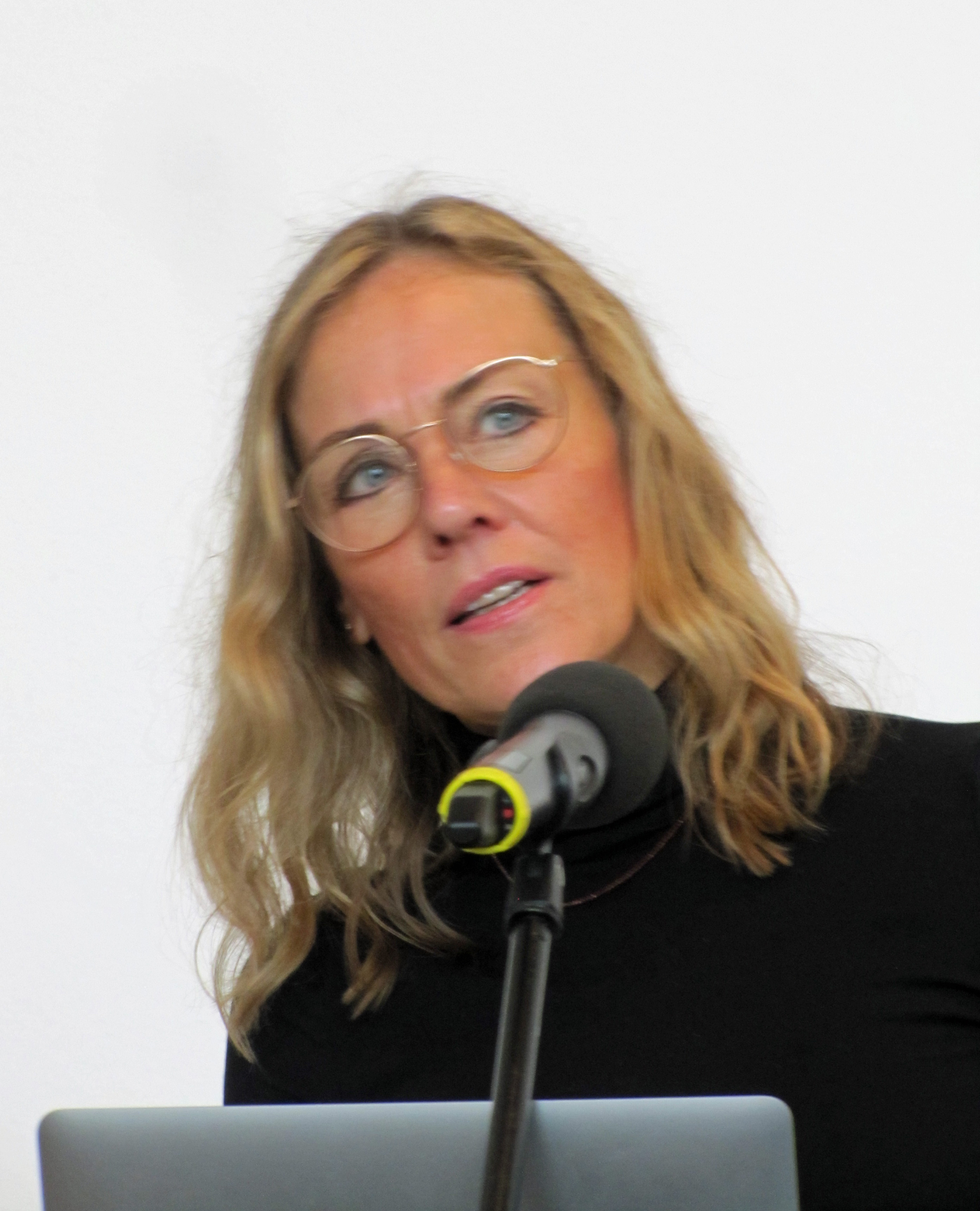
Charlotte Klonk (2022)

Charlotte Klonk (* 28. Juli 1965 in Kassel) ist eine deutsche Kunsthistorikerin.

## Biografie
Charlotte Klonk studierte Kunstgeschichte an der Universität Hamburg (1985–88) und an der University of Cambridge (1988–89). Sie war dort von 1989 bis 1992 Ph.D. Student am Newnham College. In Cambridge promovierte sie 1993 bei John Gage über Science and the Perception of Nature: British Landscape Art in the late 18th and early 19th centuries. 1992/93 arbeitete sie am Museum van Hedendaagse Kunst unter Jan Hoet in Gent. Von 1993 bis 1995 war sie Junior Research Fellow in Christ Church (University of Oxford) und von 1995 bis 2005 Lecturer am Department of Art History der University of Warwick.
Ab 2005 war sie wissenschaftliche Mitarbeiterin am Institut für Kunst- und Bildgeschichte der Humboldt-Universität zu Berlin, wo sie sich 2007 habilitierte. Ihre Habilitationsschrift Spaces of Experience: Art Gallery Interiors from 1800 to 2000 wurde von Horst Bredekamp und Lorraine Daston begutachtet. 2010 erhielt Klonk Rufe an die Leuphana Universität Lüneburg (W 3-Professur) und an die Ernst-Moritz-Arndt-Universität Greifswald (W 3-Professur). 2011 nahm sie einen Ruf der Humboldt-Universität zu Berlin an, wo sie seitdem die Professur für Kunst und neue Medien (W 3-Professur) bekleidet.
Am 15. April 2010 wurde sie in den Stiftungsrat der Schering Stiftung berufen. Von 2014 bis 2024 gehörte sie dem Wissenschaftlichen Beirat der Fritz Thyssen Stiftung an, von 2017 bis 2023 dem Wissenschaftlichen Beirat des Kunsthistorischen Instituts in Florenz.

## Stipendien und Auszeichnungen
Von 1986 bis 1990 war Charlotte Klonk Stipendiatin der Studienstiftung des Deutschen Volkes, von 1989 bis 1992 der British Academy. 1990/91 wurde sie vom Deutschen Akademischen Austauschdienst gefördert, 1991/92 erhielt sie ein Doktorandenstipendium der Studienstiftung. Im April 1998 erhielt sie den „Influential Book Award“ der American Society of Eighteenth Century Studies.
2001/02 war Charlotte Klonk Alexander-von-Humboldt-Fellow am Max-Planck-Institut für Wissenschaftsgeschichte in Berlin, 2005/06 Fellow am Wissenschaftskolleg zu Berlin. 2009/10 war sie ausgewählte Teilnehmerin am hochschulübergreifenden ProFil-Programm zur Führungskräfteentwicklung in der Wissenschaft. 2012 war sie Fellow am Sterling and Francine Clark Art Institute in Williamstown (Massachusetts).
2019 wurde Charlotte Klonk in der Sektion Kulturwissenschaften als Mitglied in die Nationale Akademie der Wissenschaften Leopoldina aufgenommen. Seit 2023 ist sie als Sekretärin der Klasse IV (Geistes-, Verhaltens- und Sozialwissenschaften) Mitglied des Präsidiums der Leopoldina.
Die Volkswagenstiftung nahm im Oktober 2024 Charlotte Klonks Buchvorhaben Politik und Ästhetik der Repräsentation. Formen der demokratischen Vorstellungskraft in die Förderung im Rahmen ihrer Initiative Opus Magnum auf.

## Publikationen (Auswahl)

### Bücher
- 1996 Science and the Perception of Nature: British Landscape Art in the Late Eighteenth and Early Nineteenth Centuries, New Haven and London, Yale University Press (u. a. rezensiert in The Times Literary Supplement, Gazette de Beaux Arts und Art History 1997)
- 2006 (mit Michael Hatt) Art History: A Critical Introduction to Its Methods, Manchester, Manchester University Press (u. a. rezensiert in Times Literary Supplement, 1. September 2006, und von Regine Prange in sehepunkte, 7 (2007), Nr. 3 [15. März 2007], http://www.sehepunkte.de/2007/03/11116.html.)
- 2009 Spaces of Experience: Art Gallery Interiors from 1800 – 2000, New Haven and London, Yale University Press (u. a. rezensiert in: Frieze, 1. November 2009)
- 2017 Terror. Wenn Bilder zu Waffen werden. S. Fischer, Frankfurt am Main 2017, ISBN 978-3-10-397233-7 (320 S., rezensiert u. a. in taz, Zeit Wissen und Das Historisch-Politische Buch).
- 2022 Revolution im Rückwärtsgang. Der 6. Januar 2021 und die Bedeutung der Bilder. Köln, Verlag der Buchhandlung Walther und Franz König
- 2024 (mit Dieter Grimm, Nina Kathalin Kummer, Theodor Schöllgen) Nationales Kulturerbe: Lehren aus 100 Jahren Abwanderungsschutz. Baden-Baden, Nomos

### Herausgebertätigkeit
- Charlotte Klonk, Conny Becker, Friederike Schäfer, Franziska Solte (Hrsg.): Metropolitan Views: Die Kunstszenen in Berlin und London. Deutscher Kunstverlag, München 2008, ISBN 978-3-422-06822-3 (224 S., u. a. rezensiert in TAZ, 30. Juli 2008, Berliner Morgenpost, 13. August 2008, Deutschlandradio Kultur, 21. August 2008).
- Charlotte Klonk (Hrsg.): New Laboratories. Historical and Critical Perspectives on Contemporary Developments. Walter de Gruyter, Berlin 2016 (198 S.)
- Jens Eder, Charlotte Klonk (Hrsg.): Image Operations. Visual Media and Political Conflict. Manchester University Press, Manchester 2017 (272 S., u. a. rezensiert in: Journal of Visual Culture, Bd. 16, Dezember 2017)

### Aufsätze
- 1991 „Towards the Problem of an Aesthetic of Nature in Contemporary Art: Nicky Hirst and Rebecca Salter“, in: Scroope: Cambridge Architectural Journal, 3, June, 11 – 14.
- 1997 „From Picturesque Travel to Scientific Observation: Artists' and Geologists' Voyages to Staffa“, in: Michael Rosenthal, Christiana Payne (Hrsg.), Prospects for the Nation: Recent Essays in British Landscape, 1750-1880, New Haven and London, Yale University Press, 205 – 229.
- 1999 „The National Gallery in London and Its Public“, in: Maxine Berg, Helen Clifford (Hg.), Consumers and Luxury: Consumer Culture in Europe 1650-1850, Manchester, Manchester University Press, 228 – 250.
- 2000 „Mounting Vision: Charles Eastlake and the National Gallery of London“, in: Art Bulletin, 82, Juni, 331 – 347.
- 2001 „Im Auge des Betrachters: Die National Gallery in London im 19. Jahrhundert“, in: Gabriele Dürbeck, Bettina Gockel, Susanne B. Keller et al. (Hrsg.), Wahrnehmung der Natur – Natur der Wahrnehmung, Dresden, Verlag der Kunst, 179 – 198.
- 2002 „Interdisciplinarity and Visual Culture“, in: Paul Smith, Carolyn Wilde (Hg.), A Companion to Art Theory, Oxford, Oxford University Press, 467 – 476.
- 2003 „Science, Art and the Representation of the Natural World“, in: Roy Porter (Hg.), The Cambridge History of Science, Bd. 4: The Eighteenth Century, Cambridge, Cambridge University Press, 665 – 702.
- 2005 „Patterns of Absorption: From Shop Windows to Galleries in Early Twentieth-Century Berlin“, in: Art History, 28, August, 468 – 496.
- 2007 „Theoretical Change and Visual Depiction“, in: Erna Fiorentini (Hrsg.), Observing Nature – Representing Experience, Berlin, Dietrich Reimer, 43 – 55.
- 2008 „Bildterrorismus: Von Meins bis Schleyer“, in: Inge Stephan, Alexandra Tacke (Hrsg.), Nach-Bilder der R.A.F., Köln, Böhlau, 197 – 215.
- 2008 „Die Entführung Hanns Martin Schleyers oder die Entdeckung des Mediums Gesicht im terroristischen Bilderkampf“, in: Kritische Berichte, 36, Juni, 49 – 59.
- 2009 „Artful Display“, in: Art Quarterly, Winter 2009, S. 52–55.
- 2010 „Sichtbar machen und sichtbar werden im Kunstmuseum“, in: Gottfried Boehm (Hrsg.), Zeigen. Die Rhetorik des Sichtbaren, München, Wilhelm Fink, 291 – 314.
- 2010 „Angespannte Verhältnisse. Universitätsprofessoren und ihre Kollegen an Berliner Museen um 1900“, in: Horst Bredekamp, Adam Labuda (Hrsg.), In der Mitte Berlins. 200 Jahre Kunstgeschichte an der Humboldt-Universität, Berlin, Gebr. Mann, 191 – 206.
- 2010 „Die phantasmagorische Welt der ersten Documenta und ihr Erbe“, in: Dorothea von Hantelmann, Carolin Meister (Hrsg.), Die Ausstellung - Politik eines Rituals, Berlin, Diaphanes, 131 – 160.
- 2011 „Landscape's Imprint: On the Physiognomy of Plants around 1800“, in: Mari Hvattum, Brita Brenna, Beate Elvebakk, Janike Kampevold Larsen (Hrsg.), Routes, Roads and Landscapes, Ashgate, Farnham, 71 – 83.
- 2011 „Die Rückkehr der Ethik“, in: Texte zur Kunst, 84, Dezember, 64 – 67.
- 2012 „John Gage (1938 – 2012)“, in: ArtHist.net, 13. Februar, https://arthist.net/archive/2712
- 2012 „Wie die weiße Wand ins Museum kam und der White Cube zum Mythos wurde“, in: Max Hollein (Hrsg.), Gegenwartskunst. 1945 - Heute im Städel Museum, Ostfildern, Hatje Cantz, 317 – 325.
- 2013 „Vogel im Windkanal“, in: Heike Catherina Mertens (Hrsg.), Iñigo Manglano-Ovalle. Bird in Space at Mach 10, Berlin, Argobooks, 15 – 22.
- 2013 „Macht der Bilder – Attentate als Medienereignis“, in: Aus Politik und Zeitgeschichte, 45-46, November, 30 – 39.
- 2014 „Image Terror“, in: Sue Malvern, Gabriel Koureas (Hrsg.), Terrorist Transgressions, London, I. B.Tauris, 15 – 37.
- 2014 „Vom Musentempel zum Galerieraum. Besucheralltag in der Kunsthalle Karlsruhe 1846-1938“, in: Regine Hess (Hrsg.), Bauen und Zeigen, Bielefeld, Kreber Culture, 60 – 69.
- 2014 „Jenseits von Schwarz und Weiß. Rezeptionsästhetische Überlegungen zur Unterscheidung von Bild und Kunst“, in: Texte zur Kunst, 95, September, 141 – 155.
- 2015 „Myth and Reality of the White Cube“, in: From Museum Critique to the Critical Museum, hrsg. v. Katarzyna Murawska-Muthesius, Piotr Piotrowski, Ashgate, Farnham 67 – 80.
- 2015 „Assessment“, in: Farewell to Visual Studies, hrsg. v. James Elkins, Sunil Manghani, Gustav Frank, University Park, The Pennsylvania State University Press, 234 – 237.
- 2015 „Ikonen: Was ist das kollektive Bildgedächtnis?“, in: Lexikon der offenen Fragen, hrsg. v. Jürgen Kaube, Jörn Laakmann, Stuttgart, Metzler, 101.
- 2016 „Non-European Artefacts and the Art Interior of the Late 1920s and Early 1930s“, in: Ewa Lajer-Burcharth, Beate Söntgen (Hrsg.), Interiors and Interiority, Berlin, De Gruyter, 211 – 225.
- 2017 „Images of Terror“, in: Jens Eder, Charlotte Klonk (Hrsg.): Image Operations. Visual Media and Political Conflict, Manchester, Manchester University Press, 128 – 136.
- 2017 „Bildethik. Zum Umgang mit Terrorbildern“, in Denk Mal 2018, Frankfurt am Main, S. Fischer, 35 – 48.
- 2018 „In Whose Name? Visualizing Victims of Terror“, in: Jahrbuch für Europäische Geschichte / European History Yearbook, Bd. 19: Victimhood and Acknowledgement. The Other Side of Terrorism, hrsg. v. Petra Terhoeven, 103 – 116.
- 2019 „Aus heiterem Himmel“, in: Anke te Heesen, Mechthild Fend, Christine von Oertzen, Fernando Vidal (Hrsg.), Surprise. 107 Variations on the Unexpected. Festschrift für Lorraine Daston, Berlin, Max-Planck-Institut für Wissenschaftsgeschichte, 201 – 205.
- 2020 „Bildsinn und Bedeutung“, in: Andreas Kablitz, Christoph Markschies, Peter Strohschneider (Hrsg.), Prädikation und Bedeutung, Berlin, De Gruyter, 51 – 66.
- 2020 (mit Patrick Bahners) „Durch die Blume. Der Fall Emil Nolde“, in: Merkur. Deutsche Zeitschrift für europäisches Denken, 74. Jahrgang, Nr. 854, Juli, 5 – 18.
- 2021 „The Narcotic Effect of Media Images – Édouard Manet's The Execution of Emperor Maximilian“, in: Sebastian Baden, Larissa-Diana Fuhrmann, Johan Holten, Katharina Jörder (Hrsg.): Mindbombs. Visual Cultures of Political Violence, Bielefeld, Kerber, 34 – 43.
- 2023 „Auf dem Parkett der Staatspolitik – Gesten der Dankbarkeit“, in: Beate Absalon, Nina Franz, Andreas Gehrlach, Sebastian Köthe, Antonio Lucci, Stephan Zandt (Hrsg.), Empfangen. Die andere Seite der Gabe [Festschrift für Iris Därmann], Berlin, De Gruyter, 207 – 212.
- 2023 „Natürlich. Ein Brief von Denis Diderot an Beate Söntgen“, in: Anita Hosseini, Anna Kipke, Holger Kuhn, Mimmi Woisnitza (Hrsg.), Ins Bild kommen. Spielräume der Kunstkritik [Festschrift für Beate Söntgen], Paderborn, Wilhelm Fink, 77 – 80.
- 2024 „Wegbereiter der abstrakten Kunst oder Prophet der modernen Gesellschaft? Die Ausstellung William Turner und die Landschaft seiner Zeit (1976)“, in: Petra Lange-Berndt, Dietmar Rübel (Hrsg.), Kunst um 1800: Kuratieren als wissenschaftliche Praxis. Die Hamburger Kunsthalle in den 1970er Jahren, Berlin, Hatje Cantz, 300 – 309.
- 2024 (mit Patrick Bahners) „Caspar David Friedrich als Probefall des Kulturgutschutzes“, in: Merkur, Nr. 904, September, 40 – 52.

### Zeitungsartikel
- 2007 „Aus der Film- und Fernsehakademie Holger Meins“, Süddeutsche Zeitung, 18. September, S. 15.
- 2007 „Liegen mit Lorca“, Ausstellungsbesprechung, Frankfurter Allgemeine Zeitung, 6. Dezember, S. 36.
- 2008 „Bruce Nauman 'Walk with Contrapposto'“, Frankfurter Allgemeine Zeitung, 10. Mai, S. Z5.
- 2009 „Charlotte Klonk visits Katja Strunz in her Studio“, Tate Magazine, 7. Januar, S. 38.
- 2009 „Wie man sitzt, so sieht man“, Frankfurter Allgemeine Zeitung, 2. September, S. N3.
- 2011 „Warum wir trotzdem Bilder brauchen. Es gibt gute Gründe, das Totenbild von Usama Bin Ladin nicht zu zeigen: Wer aber auf Fotografien deshalb verzichten will, weil sie manipulierbar sind, hält den Betrachter zu Unrecht für naiv“, Frankfurter Allgemeine Zeitung, 14. Mai, S. 34.
- 2011 „Die Selbstsucher“, Der Tagesspiegel, 1. Juli, S. 28.
- 2012 „Die Toten Syriens, ihre Bilder und unsere Verantwortung“, Frankfurter Allgemeine Zeitung, 17. August, S. 32.
- 2013 „Das ferne Echo einer dunklen Tat. Eines der rätselhaftesten Bilder der Berliner Gemäldegalerie ist Lorrains 'Landschaft mit Cephalus und Procris'“. Frankfurter Allgemeine Zeitung, 13. Februar, S. 30.
- 2013 „Tätowierte Frau vor Pelztasse. Berlin ehrt die Künstlerin Meret Oppenheim mit einer großen Retrospektive“, Frankfurter Allgemeine Zeitung, 23. August, S. 31.
- 2014 „Die Berliner Museen brauchen keine Zwischenlösung, sondern den großen Wurf“, Frankfurter Allgemeine Zeitung, 28. Februar, S. 37.
- 2015 „Wenn die Bilder Terror machen. Nach den Pariser Anschlägen tauchen im Internet Videos von Erschießungen auf, gefilmt von Laien. Was bedeutet das für unsere Kultur?“, Frankfurter Allgemeine Zeitung, 19. Januar, S. 12.
- 2016 „Das geheime Lächeln der Königin. Das schlechte Bild eines guten Künstlers: Warum Thomas Struth am Porträt von Queen Elizabeth II. und Prince Philip gescheitert ist“, Frankfurter Allgemeine Zeitung, 12. Juli, S. 11.
- 2019 „Ohne Ikone. Heiligenverehrung, Nazivergleiche und präpotente Sprüche wie 'Fuck you Greta!'. Was der Umgang mit Greta Thunberg über symbolische Bildbedeutungen und unsere Welt verrät“, taz, 1. Oktober, S. 15.
- 2020 „Wilhelm Trübner“, Frankfurter Allgemeine Sonntagszeitung, 22. November, S. 41.
- 2024 „Berechtigter Kulturgutschutz für Caspar David Friedrich. Das Karlsruher Skizzenbuch des Künstlers vor dem Verkauf ins Ausland zu bewahren ist trotz Kritik aus dem Handel eine zulässige Einschränkung des Eigentums“, Frankfurter Allgemeine Zeitung, 4. Juni, S. 12.